# Guatapurí (rijeka)
Guatapurí je rijeka na sjeveru Kolumbije, pritoka rijeke Cesar. Pripada porječju rijeke Magdalene.
Izvire u planinama Sierra Nevada de Santa Marta.
Na lokalnom jeziku Čimila, "Guatapurí" znači hladna voda.

## Vanjske poveznice
|  | Zajednički poslužitelj ima još gradiva o temi Guatapurí (rijeka) |